# Bernd och Hilla Becher

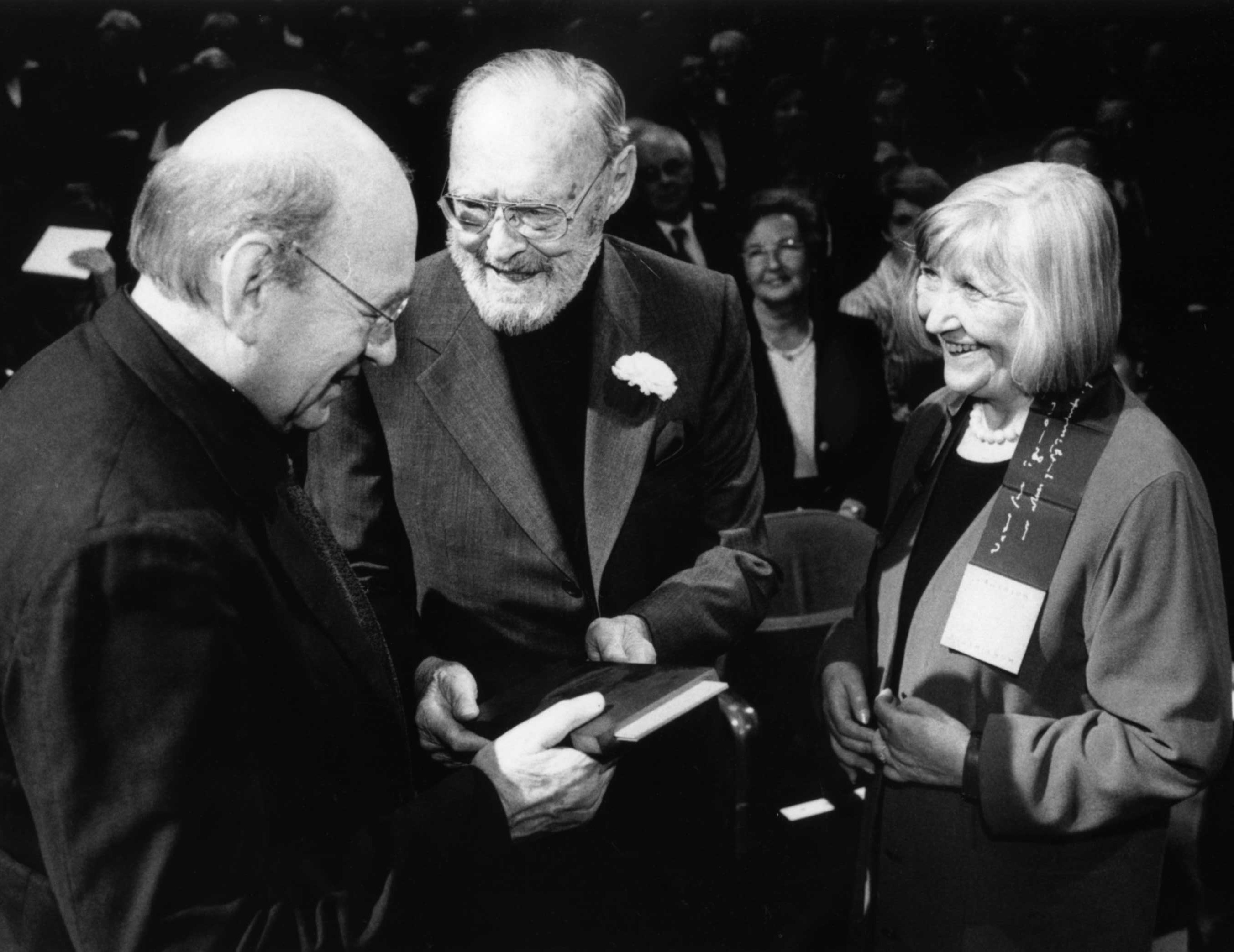
Bernd och Hilla Becher får Erasmuspriset 2002.

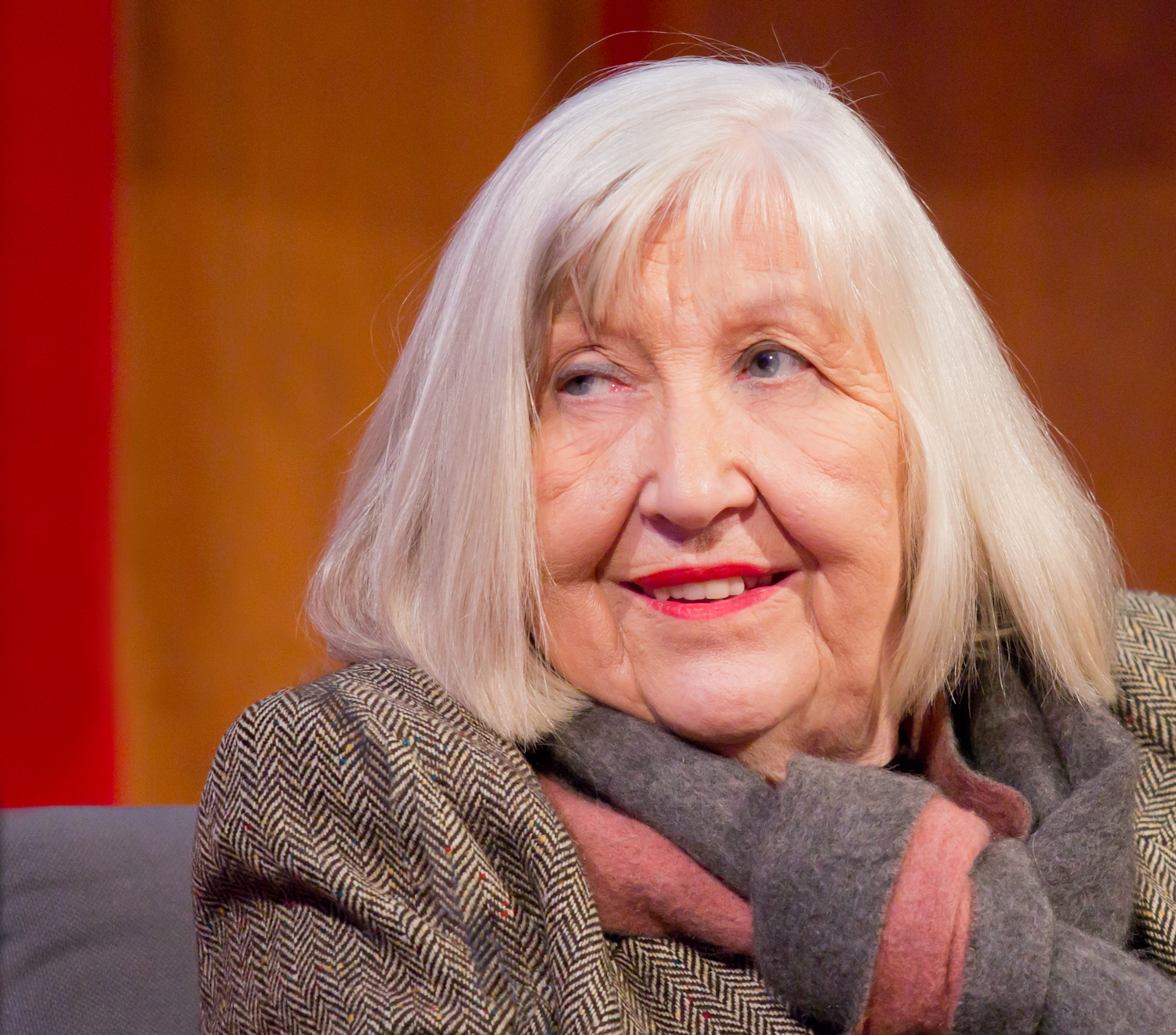
Hilla Becher 2013.

Bernd Becher, född 20 augusti 1931 i Siegen, Nordrhein-Westfalen, död 22 juni 2007 i Rostock, Mecklenburg-Vorpommern, och Hilla Becher, född som Hilla Wobeser den 2 september 1934 i Potsdam, Brandenburg, död 10 oktober 2015 i Düsseldorf, var ett tyskt äkta par som tillsammans arbetade som fotografer från och med 1959 fram till Bernds död i juni 2007. 
De träffades på Konstakademien i Düsseldorf, där de studerade måleri. 1959 började de samarbeta och 1963 hade de sin första separatutställning på Galeri Ruth Nohl i Siegen. 
Deras konstnärliga projekt innebar att fotografera äldre byggnader och konstruktioner kopplade till ett äldre tyskt industrilandskap. Bilderna är svartvita, frontala, alla tagna i ett neutralt ljus, utan människor eller störande objekt. Motiven är exempelvis vattentorn, gastankar, silos, husfasader, och dylikt. Dessa fotografier arrangerades sedan i serier utifrån form och vilket skapade en sorts typologier och gav projektet en systematisk, vetenskapligt noggrann prägel. Genom åren har deras arbete fört dem till många länder i jakt på motiv. 
År 2004 fick de Hasselbladpriset.

## Böcker i urval
- Basic Forms of Industrial Buildings, 2004. ISBN 3-8296-0150-6.
- Pennsylvania Coal Mine Tipples, 1992
- Blast Furnaces, 1990.
- Water Towers, 1988.
- Anonymous Sculptures: A Typology of Technical Construction, 1970.